# Lars från Kättilbo
Lars Jakobsson, även känd som Lars från Kättilbo, var enligt Gustav Vasas öden och äventyr i Dalarna en av de två skidlöpare som skickades från Mora för att hämta tillbaka Gustav Vasa julveckan 1520. I den äldsta skattelängden för Mora socken 1539 finns en "Lasse ij Ketelbodom". I längden som är utskriven 1550 benämns han Lasse Jåpsson (Jakobsson).
Den andre löparen på spåret efter Gustav Vasa var Engelbrekt Jonsson.

## Barn
- Olof Larsson (Utvann 1597 skattefrihet för sin gård "Kietelzboda" (nuv. Kättbo) av hertig Karl)
- Erik Larsson
- Jakob Larsson